# Pradales (Segovia)
Pradales es una localidad perteneciente al municipio de Carabias, hasta 2016 denominado Pradales, en la provincia de Segovia, comunidad autónoma de Castilla y León, España.
Integrada en la Comunidad de villa y tierra de Montejo.

## Geografía humana

### Demografía
Cuenta con una población de 9 habitantes en 2024.
| Gráfica de evolución demográfica de Pradales entre 1842 y 2021 |
| |
| Población de derecho según los censos de población del INE Población de hecho según los censos de población del INEEntre el censo de 1857 y el anterior, crece el término del municipio porque incorpora a 405009 (Carabias) y 405012 (Ciruelos -de Sepúlveda-) |

| 18            | 17 | 17 | 18 | 14 | 14 | 7 | 4 | 8 | 5 | 4 | 6 | 9 |
| (Fuente: INE) |    |    |    |    |    |   |   |   |   |   |   |   |